# Prasinocyma polluta
Prasinocyma polluta là một loài bướm đêm trong họ Geometridae.